# ZTE R&D Building
Le ZTE R&D Building   est un gratte-ciel de 158 mètres de hauteur construit à Shenzhen en 2005. Il abrite des locaux de la société chinoise de conception d'équipements de télécommunication ZTE.
L'architecte est l'agence chinoise A+E Design.